# Забележителности в Париж
Френската столица Париж е посещавана от 30 милиона чуждестранни туристи годишно, което я прави най-посещавания град в света .
Забележителностите на Париж включват монументи и архитектурни ансамбли като триумфалните арки, Айфеловата кула, неокласическите булеварди и сгради на барон Осман, както и музеи, опери и концертни зали. Съществуват и по-модерни забележителности като „Дисниленд Париж“.

## В град Париж
- Айфелова кула – построена от Густав Айфел за Световното изложение през 1889 г.
- Триумфална арка (Етоал) – монумент на Площада на Звездата, построен в чест на всички воювали и загинали за Франция във войните на Първата френска република и Наполеоновите войни.
- Белвил, Париж – район на хора от работническата класа, в който се намира и единият от двата китайски квартала на Париж. Френската певица Едит Пиаф е израснала в този квартал и според легендата е родена под уличен стълб на ул. „Белвил“.
- Катедрала Сен-Маклу дьо Понтоаз – римска католическа катедрала в Понтоаз, в покрайнините на града.
- Консиержри – средновековна сграда, намираща се в Ил дьо ла Сите, използвана някога като затвор за членове на стария режим по време на Френската революция.
- Парижката джамия – в Латинския квартал, най-голямата джамия във Франция.
- Гут д'Ор – квартал в 18-и район, населен с много африкански и арабски имигранти, известен с пазара „Марше Барбес“, на който могат да се намерят продукти от Африка.
- Дом на инвалидите – комплекс от монументи и музеи, свързани с военната история на Франция.
- Лувър – сред най-посещаваните музеи на изкуствата в света.
- Музей Орсе – в сградата на бивша гара, музеят е по-малък от Лувъра, но притежава една от най-големите колекции на импресионисти в света.
- Град на науката и индустрията – научен музей, който привлича над 2 милиона посетители годишно.
- Национален природонаучен музей.
- Монмартър – стар квартал, разположен на хълм, където се намират базиликата „Сакр Кьор“ и площад „Тертър“.
- „Нотр Дам“ – най-известната катедрала в Париж, датираща от 12 век.
- Пале Гарние – операта на Париж, построена в периода на Втората френска империя.
- Гран Пале – голяма остъклена изложбена зала, построена за Парижкото изложение от 1900 г.
- Сен Шапел – готически параклис от 13 век, разположен в близост до „Нотр Дам“.
- Пантеон – Църква и гробница на редица известни френски мъже и жени.
- Сорбона (Парижки университет) – най-големият и най-известен университет в града, разположен в Латинския квартал.
- Статуя на свободата – по-малка версия на статуята на свободата в Ню Йорк, подарена от Франция на САЩ през 1886 г. Има и друга такава статуя, разположена в Люксембургската градина.
- „Вож“ – площад в района на „Маре“, построен от Анри IV.
- Пер Лашез – най-голямото гробище в Париж и най-посещаваното в света.
- Фонтаните на Уолъс – обществени чешми-фонтани из целия град под формата на скулптури.
- „Пламък на свободата“ – копие на пламъка, който държи Статуята на свободата.
- Център Жорж Помпиду – комплекс в центъра на Париж, в който се намира Музеят на модерните изкуства.
- Парк Вийет – в 19 район на Париж, в който се намира Градът на науката и индустрията.

## Около Париж
- Версай – град с известен дворец на много френски крале.
- „Астерикс“ – тематичен парк в близост до Париж.
- „Футуроскоп“ – футуристичен тематичен парк.
- Вансен – голям средновековен замък в близост до парк „Вансен“.
- Дефанс – най-големият бизнес квартал в Европа.
- „Стад дьо Франс“ – стадион с 80 хил. места, на който Франция става световен шампион по футбол през 1998 г.
- „Дисниленд Париж“ – най-големият тематичен парк в Европа.
- базилика „Сен Дени“ – погребално място на френските монарси.
- Фонтенбло – сред най-големите замъци на френската корона, построен от Франсоа I.
- Рамбуйе – лятна резиденция на френския президент.
- Шонбор – замък в долината на река Лоара.
- Парк Со – край замъка Со, построен през 17 век.
- Вийет – Замък построен през 18 век.
- Барбизон – селце, където е възникнала Барбизонската школа по рисуване.